# T. Rex
I T. Rex, noti come Tyrannosaurus Rex fino al 1970, sono stati un gruppo rock britannico formato a Londra nel 1967 dal cantante, chitarrista e cantautore Marc Bolan, leader, frontman e unico membro costante della formazione. 
Originariamente conosciuti come Tyrannosaurus Rex, hanno accorciato il nome dopo tre anni di attività in coincidenza con un cambio di stile musicale, passando dal folk sperimentale al rock più elettrico, piaciuto immediatamente ad un pubblico più ampio. Con i brani Ride a White Swan, Hot Love, Get It On e Metal Guru, i T. Rex sono saliti in cima alle vendite nel Regno Unito e annunciato l'avvento del glam rock.
Gli album Electric Warrior e The Slider, pubblicati rispettivamente nel 1971 e nel 1972, incontrarono un successo di massa, tanto che il gruppo divenne il primo fenomeno musicale a raggiungere tale scala nel Regno Unito dalla separazione dei Beatles. Il 16 settembre 1977, qualche mese dopo la pubblicazione del disco Dandy in the Underworld, Marc Bolan scomparve  in un incidente automobilistico a Londra, segnando la fine dell'avventura dei T. Rex.
Il gruppo è stato inserito nella Rock and Roll Hall of Fame nel 2020.

## Storia del gruppo
Il gruppo fu fondato da Marc Bolan, che rimase sempre leader della band, nato nel 1947 a Londra da una famiglia medio-borghese, che manifesta fin da bambino un'attitudine al protagonismo e per la musica rock delle origini. La sua figura, che oggi vive ancora nel mito nutrito dai fans sparsi tra la madrepatria e il Giappone, è tutt'oggi ammantata da un'aura di mistero circa le sue vere origini. Il fatto è che il fan club, la Marc on wax, attivissimo e sempre prodigo di pubblicazioni di inediti e versioni alternative degli album ufficiali, cura ormai la gestione dell'eredità, non solo artistica, del personaggio dopo la sua morte più che mai di culto. Comunque, leggenda vuole che il padre gli abbia regalato un disco di Bill Haley e che da quel momento il giovane Mark non abbia mai smesso di inseguire il sogno di riscatto dall'anonimato sociale con tutti i mezzi a disposizione. Egli fu quindi un rappresentante tra i più importanti di tutti i gruppi giovanili che si susseguirono nella Londra degli anni sessanta. Nel 1961 il suo volto appare sulla rivista Evening Standard in un servizio che lo eleggeva il mod più ben vestito di Londra. L'anno successivo è sulla rivista Town e in Tv su Five O' Clock vestito da rocker adolescente, indolente ma romantico, dalla faccia angelica e innocente.
La carriera musicale comincia qualche anno più tardi con la pubblicazione di un delizioso singolo che, a dispetto del suo insuccesso di pubblico, da molti critici è considerato già in odore di psichedelia, benché quel movimento musicale si sarebbe espresso nel pieno delle sue facoltà solo a partire dall'anno successivo. The Wizard/Beyond The Rising Sun, 1965, ha già il sapore di una melodia infantile, semplice e arrangiata con pregevoli tocchi artigianali in quello che sarebbe diventato il marchio di fabbrica dei futuri gruppi di psycho pop britannico della summer of love. Il singolo veniva pubblicato, come del resto gli altri, a nome Marc Bolan: la "k" del nome lascia spazio a una più esotica (per gli anglosassoni almeno) "c", ed inoltre il cognome, pare sia stato formato per contrazione dal nome Bo(b Dy)lan, principale ispiratore di artisti di tutto il mondo.
Nel giugno dell'anno successivo esce The Third Degree/San Francisco Poem; ancora del 1966 sono Hippy Gumbo e Misfit. Fin da queste prime pubblicazioni la direzione è chiara: si tratta di un folk rock ancora qui contaminato con strani accenti R&B dagli arrangiamenti decisamente psichedelici e dai testi sibillini. Elementi tanto eccentrici non hanno molta presa sul grande pubblico, eppure Bolan comincia a guadagnarsi la stima di piccole schiere di fan in testa ai quali troviamo John Peel. Il fortunato connubio con chi per tutta la seconda metà degli anni '60 sarebbe stato responsabile della divulgazione di gruppi dell'underground londinese inizia qui: le trasmissioni della radio pirata di John Peel diventa il veicolo privilegiato attraverso il quale Bolan muove i suoi primi passi nella notorietà. Contestualmente arrivano anche le esibizioni nei circuiti dal vivo dell'"underground", è chiaro ancora si tratta di una notorietà di nicchia, eppure non era così facile, nemmeno in quegli anni a Londra, riuscire a emergere, anche se con una certa timidezza, dall'affollata scena alternativa.

### Formazione e psichedelico folk
Il gruppo si forma attorno a Marc Bolan nell'agosto del 1967: suona una sola volta in quartetto, all'Electric Garden di Covent Garden a Londra, prima di sciogliersi poco dopo. Tuttavia, Bolan tiene con sé il percussionista Steve Peregrin Took. Il Tyrannosaurus Rex si esibisce quindi in duo, suonando musica folk con testi ispirati alla mitologia di Tolkien.
La combinazione della chitarra acustica di Bolan e dei suoi gemiti felini con le tablas di Steve Took consente loro di ambientarsi nella vivace scena underground. Il conduttore della BBC John Peel fa amicizia con il gruppo e li porta ai concerti. Peel sarebbe poi apparso nella canzone Romany Soup nel 1969, leggendo un testo scritto da Bolan. Un altro collaboratore chiave del gruppo è il produttore Tony Visconti, che supervisiona la maggior parte dei loro album. Questo compone arrangiamenti di archi che danno un clima particolare ai brani. Si verifica un cambio di staff prima che la registrazione di A Beard of Stars: Took venga sostituita da un nuovo percussionista, Mickey Finn.
Grazie ai loro particolari arrangiamenti (costituiti da chitarra folk e da bonghi), che includevano anche alcuni strumenti giocattolo, i Tyrannosaurus Rex si guadagnarono le simpatie dei club underground, ma soprattutto del DJ John Peel, e di Tony Visconti, che divenne il produttore del gruppo fino al 1974.

### Glam rock e successo
Nel 1970 Bolan e Finn, affiancati dal batterista Bill Legend e dal bassista Steve Currie, registrarono ora sotto il nome di T. Rex. Suonano più musica pop, probabilmente per attirare un pubblico più vasto. Il singolo di successo Ride a White Swan mostra questo nuovo percorso musicale. L'album dei T. Rex segna un netto cambiamento con brani più elettrici come Jewel. Fu con l'album Electric Warrior pubblicato nel 1971 che i T. Rex divennero un fenomeno culturale in Inghilterra. Il brano Cosmic Dancer sarà eseguito in seguito dall'ex cantante degli Smiths, Morrissey e poi Nick Cave.
Nel 1972, a seguito di una disputa con la sua casa discografica, Bolan decise di pubblicare la compilation Bolan Boogie che riuniva una selezione di brani di Tyrannosaurus Rex e T.Rex, inclusi in particolare i lati B cari al cantante, come la cover di Summertime Blues di Eddie Cochran. Lo stesso anno, The Slider ribadì il successo grazie al singolo Metal Guru che raggiunse il primo posto delle classifiche inglesi. Il momento clou del tour che seguì si svolse a Londra, al Wembley Pool: il concerto venne ripreso su pellicola da Ringo Starr per il video Born to Boogie.
Dopo un altro successo dal titolo "20th Century Boy", Marc Bolan si interrogò quindi sul futuro del gruppo. Il desiderio di irrompere negli Stati Uniti lo spinse ad avviare una svolta artistica con l'utilizzo di cori soul, forniti da coristi americani. Bolan vorrebbe trasformare il suono dei T. Rex perché gli americani sono ancora riluttanti al glam rock. L'album Tanx ebbe buone recensioni e fu un successo commerciale in Europa e Gran Bretagna, ma il pubblico americano non gli diede l'accoglienza attesa. Il tour che ne seguì tanto riscosse successo in Europa quanto ancora non riuscì a sfondare negli Stati Uniti. 

### Il declino

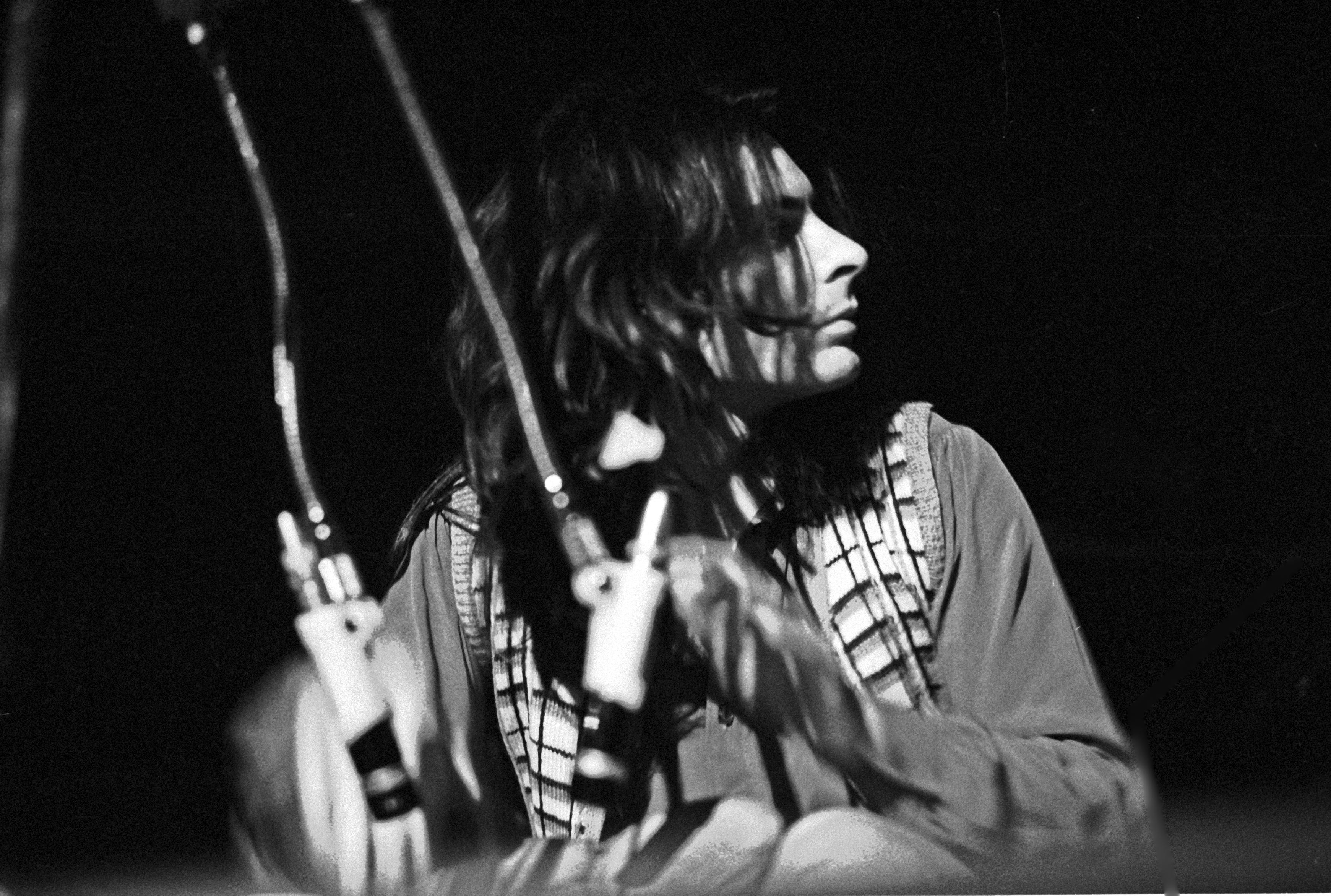
Mickey Finn

Nel 1974 incomincia il declino dei T. Rex: dopo l'insuccesso dell'album Zinc Alloy and the Hidden Riders of Tomorrow, il produttore della band Tony Visconti viene licenziato da Marc Bolan. Contemporaneamente incomincia inoltre a disgregarsi la formazione storica della band (il primo a lasciare il gruppo sarà il batterista Bill Legend), e si verifica il fallimento del matrimonio di Bolan, il quale intreccia una relazione con la cantante soul statunitense Gloria Jones, che entrerà a far parte della line-up del gruppo come tastierista e voce secondaria. Nel 1975 abbandona la band anche il percussionista Mickey Finn, mentre il gruppo registra un secondo insuccesso discografico con l'album Bolan's Zip Gun.

### La rinascita e lo scioglimento
Con l'album Futuristic Dragon (1976) il gruppo trova il favore di critica e pubblico.
Nel 1977 Bolan, dopo essere riuscito a uscire dalle varie dipendenze collezionate durante il periodo del declino, riformò la band (licenziando anche l'ultimo componente della formazione rimasto, il bassista Steve Currie, e Gloria Jones) ed incise un album intitolato Dandy in the Underworld. Con questo album i T. Rex guadagnano un posto all'interno della Top-30 britannica.  mentre due singoli (New York City e I Love to Boogie) entrano nella Top-20 nazionale.
Nel settembre del 1977 Marc Bolan, che si era nel frattempo guadagnato una certa popolarità grazie al programma televisivo Marc, da lui stesso presentato, annunciò che avrebbe voluto riformare di nuovo i T. Rex con la formazione originale (con Tony Visconti come produttore). All'alba del 16 settembre Marc Bolan morì in un incidente d'auto: l'automobile su cui viaggiava (guidata da Gloria Jones) si schiantò contro un albero, a seguito dello scoppio di uno pneumatico. La morte di Bolan segnò la fine dei T. Rex.

## Stile
Dal quinto album, T. Rex, datato 1970, fino all'ultimo (con la sigla T. Rex) Dandy In The Underworld (1977), i componenti del gruppo ottengono una serie di successi pop di facile presa da classifica e canzoni rock dal forte impatto elettrico, meno famose ma sicuramente influenti dal punto di vista dello stile. Il repertorio si divide in due parti uguali: una più suggestiva ed intimista formata da romantiche ballate per chitarra folk, basso, batteria, percussioni, innesti di chitarra elettrica e voce; la seconda invece comprende canzoni dirette e hard rock caratterizzate da insistiti riff di chitarra elettrica e ritmi che spaziano dal tribale al funky al puro rock & roll al boogie.
Alcuni di questi pezzi, utilizzati anche presso molte colonne sonore di film (da Billy Elliot a Moulin Rouge!), costituiscono alcuni interessanti anteprime del punk rock (su tutte si distinguono gli anthem adolescenziali 20th Century Boy, Telegram Sam e Children of the Revolution). La musica dei T. Rex, benché semplice e diretta, è la quintessenza del glam rock. Il tributo che molti artisti punk e no, degli anni settanta e ottanta hanno fatto a quella musica, dimostra la sua importanza storica e stilistica.

## Formazione

### Ultima
- Marc Bolan – voce, chitarra (1967-1977)
- Peter Dines – tastiere (1974-1977)
- Miller Anderson – chitarra (1976-1977)
- Herbie Flowers – basso (1976-1977)
- Tony Newman – batteria (1976-1977)

### Ex componenti
- Steve Peregrin Took – batteria, percussioni (1967-1969)
- Mickey Finn – batteria, percussioni (1969-1975)
- Steve Currie – basso  (1970-1976)
- Bill Legend – batteria (1970-1974)
- Jack Green – chitarra (1973-1974)
- Gloria Jones – tastiere, cori (1973-1976)
- Davy Lutton – percussioni (1974-1976)

## Discografia
come Tyrannosaurus Rex
- 1968 - My People Were Fair and Had Sky in Their Hair...But Now They're Content to Wear Stars on Their Brows
- 1969 - Prophets, Seers & Sages: The Angels of the Ages
- 1969 - Unicorn
- 1970 - A Beard of Stars

come T. Rex
- 1970 - T. Rex
- 1971 - Electric Warrior
- 1972 - The Slider
- 1973 - Tanx
- 1974 - Zinc Alloy and the Hidden Riders of Tomorrow
- 1974 - Light of Love (pubblicato solo negli Stati Uniti)
- 1975 - Bolan's Zip Gun
- 1976 - Futuristic Dragon
- 1977 - Dandy in the Underworld

### Raccolte
- 1971 - The Best of T. Rex
- 1972 - Bolan Boogie
- 1973 - Great Hits